# Bairdia reticulata
Bairdia reticulata är en kräftdjursart. Bairdia reticulata ingår i släktet Bairdia och familjen Bairdiidae. Inga underarter finns listade.